# 1959 في إيطاليا
فيما يلي قوائم الأحداث التي وقعت خلال عام 1959 في إيطاليا.

## سياسة

### تعيين في المنصب
- 15 فبراير – أنطونيو سينيي وزير الداخلية الإيطالي ‏، رئيس وزراء إيطاليا.
- 15 فبراير – ماريانو رومور Italian Minister of Agriculture ‏.

### انتهاء فترة المنصب
- 15 فبراير – ألدو مورو Italian Minister of Education, Universities and Research ‏.
- 15 فبراير – أمنتوري فانفاني رئيس وزراء إيطاليا.
- 15 فبراير – أنطونيو سينيي وزير الدفاع  [لغات أخرى]‏.
- 15 فبراير – جوليو أندريوتي Minister of Treasury ‏.
- 8 يونيو – بييترو كانونيكا عضو مجلس الشيوخ مدى الحياة.
- 8 أغسطس – لويجي ستورزو عضو مجلس الشيوخ مدى الحياة.
- 1 أكتوبر – إنريكو دي نيكولا عضو مجلس الشيوخ مدى الحياة.

## أفلام
من الأفلام التي صدرت هذه السنة في إيطاليا:
- 12 يونيو – أورفيوس الأسود من إخراج Marcel Camus [الإنجليزية]‏.

## مواليد

### يناير
- 20 يناير – جياكومو فيري لاعب كرة قدم إيطالي.
- 25 يناير – توني سيرفيلو ممثل إيطالي.
- 28 يناير – باتريسيو أوليفا ملاكم إيطالي.
- 30 يناير – دافيدي تاردوزي متسابق دراجات نارية إيطالي.

### مارس
- 7 مارس – لوتشانو سباليتي لاعب ومدرب كرة قدم إيطالي.
- 18 مارس – روبرتو ترايسيلا لاعب كرة قدم إيطالي.

### أبريل
- 6 أبريل – بيترو فييرجوود لاعب كرة قدم إيطالي.
- 14 أبريل – روبرتو برونامونتي لاعب كرة سلة إيطالي.

### مايو
- 4 مايو – ماوريتسيو تشيلي
- 31 مايو – أندريا دي سيساريس سائق سيارة سباق إيطالي.

### يونيو
- 10 يونيو – كارلو أنشيلوتي لاعب كرة قدم إيطالي.

### يوليو
- 7 يوليو – أليساندرو نانيني
- 20 يوليو – جيوفانا أماتي

### أغسطس
- 10 أغسطس – جيانلوكا رينالديني لاعب كرة مضرب إيطالي.
- 25 أغسطس – فرانكو تشيوكسيولي درّاج طريق إيطالي.

### سبتمبر
- 5 سبتمبر – باتريسيو بارني لاعب كرة مضرب إيطالي.
- 30 سبتمبر – إيتوري ميسينا

### أكتوبر
- 3 أكتوبر – كارمين روسو
- 7 أكتوبر – لوريس ريجياني متسابق دراجات نارية إيطالي.

### ديسمبر
- 2 ديسمبر – جيانكارلو بيريني دراج إيطالي.

## وفيات

### يناير
- 5 يناير – أدولفو داكي (مواليد 1876)
- 6 يناير – فينتشنزو فلوريو (مواليد 1883)

### مايو
- 8 مايو – ريناتو كاشيوبولي (مواليد 1904) رياضياتي إيطالي.

### يونيو
- 8 يونيو – بييترو كانونيكا (مواليد 1869) رسام إيطالي.

### أغسطس
- 8 أغسطس – لويجي ستورزو (مواليد 1871) سياسي إيطالي.

### أكتوبر
- 1 أكتوبر – إنريكو دي نيكولا (مواليد 1877)